# Estádio de Mongomo
O Estádio de Mongomo (em castelhano: Estadio de Mongomo) é um estádio multiuso localizado na cidade de Mongomo, na Guiné Equatorial. Oficialmente inaugurado em 2011, foi uma das sedes oficiais do Campeonato Africano das Nações de 2015 realizado no país, tendo abrigado jogos da fase de grupos da competição. Esporadicamente, a Seleção Guinéu-Equatoriana de Futebol manda jogos amistosos e oficiais no estádio. Sua capacidade máxima é de 10 000 espectadores.